# Kamila Rajdlová
Kamila Jiroutek Rajdlová (* 22. dubna 1978, Liberec), rozená Rajdlová, je bývalá česká běžkyně na lyžích. Naposledy hájila barvy lyžařského klubu ASC Dukla Liberec. Na podzim 2010 ukončila aktivní kariéru. Od roku 2019 začala působit jako trenérka v české biatlonové reprezentaci.

## Sportovní kariéra
S běžeckým lyžováním začínala v oddíle Ještěd Liberec a věnovala se mu i ve sportovních třídách na ZŠ Ještědská. V průběhu studia na sportovním gymnáziu v Jablonci nad Nisou byla zařazena do juniorské reprezentace, později i do ženské reprezentace. V letech 2001–2004 trénovala společně s Kateřinou Neumannovou pod vedením trenéra Stanislava Frühaufa. Startovala šestkrát na mistrovství světa (1999, 2001, 2003, 2005, 2007, 2009) a třikrát na zimních olympijských hrách (2002, 2006, 2010). V sezóně 2006/2007 byla v širší světové špičce, dokonce v rámci Tour de Ski dokázala v jedné etapě porazit tehdejší českou jedničku Neumannovou. Poté, co v roce 2007 ukončila Neumannová svou kariéru, měla se Kamila Rajdlová stát českou jedničkou. Ovšem kvůli těhotenství sezónu 2007/08 vynechala a k závodění se vrátila až po 21 měsících 20. prosince 2008 na Slavic Cupu na Mísečkách (5 km klasicky). Po mateřské dovolené se propracovala na pozici české jedničky ve SP i na MS v Liberci. V sezóně 2008-2009 dosáhla rovněž maxima v hodnocení SP, skončila celkově na 32. místě a v distančních závodech obsadila 25. příčku. Před sezónou 2010/11 oznámila, že je podruhé těhotná a ve 32 letech ukončila kariéru.
Je univerzální sportovkyní – dokázala se prosadit i v terénním triatlonu a v extrémním maratónu týmů. K jejím zájmům patří vysokohorská turistika a příroda. V roce 2003 vystoupila s Radkem Jarošem a Martinem Koukalem na Mont Blanc. Od konce roku 2010 se aktivně věnuje golfu.
Od roku 2011 do roku 2013 působila jako asistentka trenéra Jaroslava Šimka u reprezentačního družstva skokanek na lyžích. Později pracovala na Gymnáziu v Jablonci nad Nisou jako trenérka u biatlonu. Od roku 2019 je trenérkou u biatlonové juniorské reprezentace.

## Největší úspěchy
- Zimní olympijské hry
  - 4. místo ZOH 2002 Salt Lake City – závod štafet 4×5 km (Balatková, Rajdlová, Neumannová, Hanušová)
  - 6. místo ZOH 2006 Turín – závod štafet 4×5 km (Erbenová, Rajdlová, Janečková, Neumannová)
  - 12. místo ZOH 2006 Turín – týmový sprint (Erbenová, Rajdlová)
  - 23. místo ZOH 2010 Vancouver – 15 km kombinace
  - 25. místo ZOH 2010 Vancouver – 10 km volně

- Mistrovství světa
  - 5. místo MS Sapporo 2007 – závod štafet 4×5 km (Erbenová, Rajdlová, Janečková, Neumannová)
  - 6. místo MS Oberstdorf 2005 – závod štafet 4×5 km (Erbenová, Rajdlová, Neumannová, Janečková)
  - 11. místo MS Sapporo 2007 – 30 km klasicky
  - 20. místo MS Lahti 2001 – 10 km klasicky
  - 20. místo MS Val di Fiemme 2003 – 30 km volně
  - 20. místo MS Liberec 2009 – 15 km kombinace

- Světový pohár
  - 3. místo La Clusaz (2006) – 4×5 km štafeta (Erbenová, Rajdlová, Janečková, Neumannová)
  - 10. místo Otepää (2007) – 10 km klasicky
  - 10. místo Oberstdorf (2007) – 10 km klasicky (dílčí závod Tour de Ski)
  - 10. místo Falun (2009) – 10 km volně (dílčí závod Finále SP)
  - 11. místo Val di Fiemme (2010) – 10 km klasicky (dílčí závod Tour de Ski)
  - 12. místo Falun (2007) – kombinace
  - 13. místo Trondheim (2009) – 30 km klasicky s hromadným startem
  - 14. místo Oslo – Hollmenkolen (2007) – 30 km klasicky
  - 14. místo Umea (2004) – 10 km
  - 15. místo Nové Město na Moravě (2001) – sprint
  - 15. místo Stockholm a Falun (2009) – Finále SP
  - 16. místo Otepää (2006) – 10 km
  - 16. místo Oslo – Hollmenkolen (2005) – 30 km

- Tour de Ski
  - Tour de Ski 2006/07: celkově 20. místo
  - Tour de Ski 2008/09: celkově 22. místo
  - Tour de Ski 2009/10: celkově 21. místo

- Závody na kolečkových lyžích
  - Mistryně Evropy 2003 na kolečkových lyžích

- Extrémní evropské mistrovství týmů
  - 4. místo European Adventure Cup 2007 v Zakopaném (Celkem 370 km nonstop – trek, kolo, rafting, kajak, brusle, orientační běh, lezení. Celkový čas – 62 hodin)

- Xterra triatlon
  - 3. místo v závodě ČP 2005 v Praze

## Rodinný život
Jejím životním partnerem je trenér skokanů David Jiroutek. Dne 30. dubna 2008 se jim v liberecké porodnici narodila dcera Michaela, 24. března 2014 se jim rovněž v liberecké porodnici narodil syn Martin.